# میچی (تنسی)
میچی(به انگلیسی: Michie) شهری در ایالت تنسی کشور ایالات متحده آمریکا است که جمعیت آن در سرشماری سال ۲۰۱۰ میلادی، ۵۹۱ نفر بوده‌است.